# Fantom staré Prahy
Fantom staré Prahy (Fantom Prahy, Agent X, Akce X) je česká napodobenina hry Scotland Yard, která v Německu získala prestižní ocenění Spiel des Jahres. 
Ve hře soupeří jeden hráč představující Fantoma proti ostatním hráčům představujícím detektivy. Ti mají za cíl Fantoma v omezeném čase (24 kol) dopadnout. Jejich úloha je ztížena tím, že Fantom se pohybuje skrytě a svoji polohu na hracím plánu ukáže detektivům jen několikrát během hry.